# هونگ هی جی
هونگ هی جی (انگلیسی: Hong Hye-ji؛ زادهٔ ۲۵ اوت ۱۹۹۶) بازیکن فوتبال اهل کره جنوبی است.
وی همچنین در تیم‌های ملی فوتبال South Korea women's national under-17 football team, South Korea women's national under-20 football team، و زنان کره جنوبی بازی کرده‌است.